# Ophelia praetiosa
Ophelia praetiosa är en ringmaskart som först beskrevs av Johan Gustaf Hjalmar Kinberg 1866.  Ophelia praetiosa ingår i släktet Ophelia och familjen Opheliidae. Inga underarter finns listade i Catalogue of Life.